# Richard Bowdler Sharpe
Richard Bowdler Sharpe (22 de novembre de 1847 - 25 de desembre de 1909) va ser un zoòleg i ornitòleg anglès que va treballar com a conservador de la col·lecció d'ocells al Museu Britànic d'Història Natural. Al llarg de la seva carrera va publicar diverses monografies sobre grups d'ocells i va elaborar un catàleg de diversos volums dels exemplars de la col·lecció del museu. Va descriure moltes espècies noves d'ocells i també ha tingut el nom d'espècies en el seu honor per altres ornitòlegs, com ara la piula d'esperons de Sharpe (Macronyx sharpei) i l'estornell de Sharpe (Poeoptera sharpii).

## Biografia

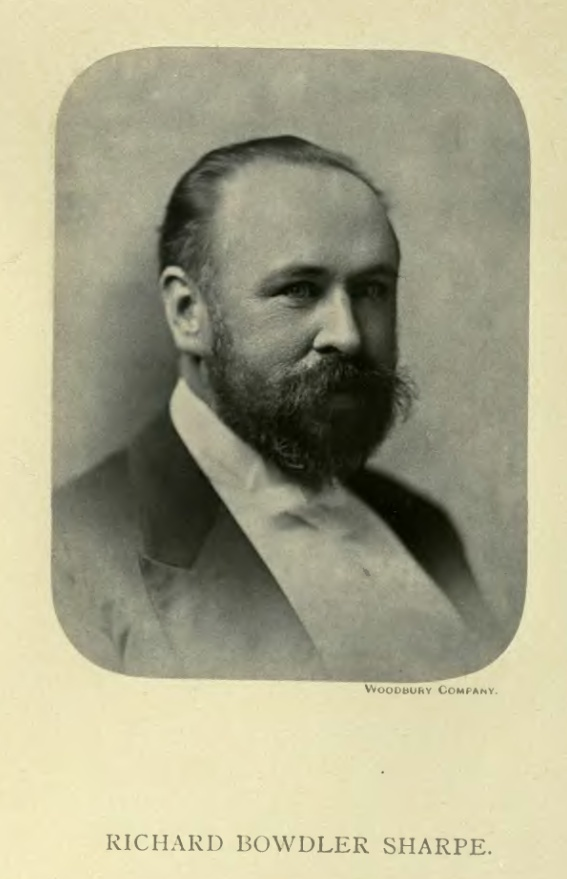

Richard va néixer a Londres, el primer fill de Thomas Bowdler Sharpe. El seu avi, el reverend Lancelot Sharpe va ser rector de l'esglèsia All Hallows Staining d'un barri de Londres. El seu pare era un editor a Skinner Street i era conegut sobretot per ser l'editor de la Sharpe's London Magazine, una publicació periòdica il·lustrada (setmanal però mensual des de 1847). A partir dels sis anys, una tieta seva va tenir cura d'ell, era la Magdalen Wallace, vídua del director de Grammar School de Sevenoaks i va anar a l'escola a Brighton. Als nou anys va estudiar a The King's School, Peterborough rebent una beca King's. Després es va traslladar a la Loughborough Grammar School. Va tornar a Londres als setze anys i va treballar com a empleat amb W. H. Smith & Sons. A les hores, es va començar a interessar per l'ornitologia i es va escriure una monografia sobre els alcedínids (més coneguts popularment com blauets). Després de dos anys, el 1865, es va incorporar a l'empresa del llibreter Bernard Quaritch i va tenir l'oportunitat d'examinar llibres ornitològics i va començar a treballar seriosament en la seva monografia, comprant exemplars de blauets amb uns ingressos minsos. Als dinou anys, el 1867, es va convertir en bibliotecari de la Zoological Society of London per recomanació d'Osbert Salvin i Philip Sclater i va completar la seva Monograph of the Kingfishers (1868–71) durant aquest període. El llibre es va produir en parts amb 121 il·lustracions.
Després va començar a col·laborar amb Henry Dresser en A History of the Birds of Europe però això va haver de ser abandonat a causa del seu nou nomenament. A la mort de George Robert Gray l'any 1872 es va incorporar al Museu Britànic com a assistent sènior al Departament de Zoologia, fent-se càrrec de la col·lecció d'ocells. El 3 de desembre de 1867 es va casar amb Emily Eliza, filla de J. W. Burrows de Cookham. Va posar el nom de la seva dona a una espècie de blauet (Tanysiptera galatea emiliae) el 1871.Van tenir deu filles i moltes d'elles van contribuir als seus llibres (i d'altres autors també) pintant a mà les planxes de litografia. Una filla, Emily Mary, va treballar al departament d'entomologia del Museu d'Història Natural entre 1905 i 1925. El 1895 es va convertir en Assistant Keeper, càrrec que va ocupar fins a la seva mort per pneumònia el 1909. Va morir a casa seva a Chiswick.
El 1911 es va concedir una pensió civil de 100 lliures a la seva dona i les seves filles Emily Mary, Ada Lavinia i Eva Augusta.[6]

## Aportacions a l'ornitologia

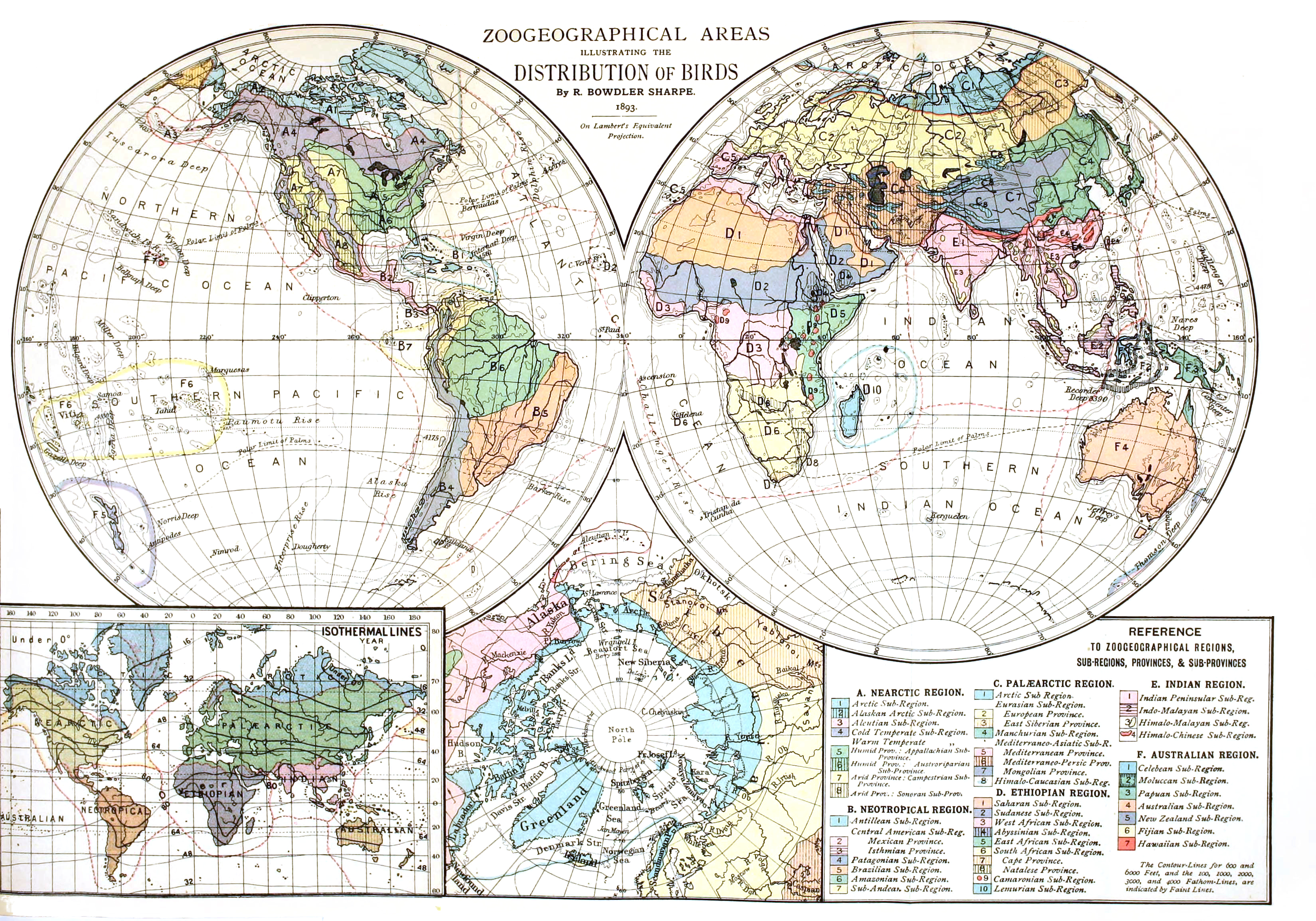
Mapa zoogeogràfic d'en Sharpe

Com a conservador de les col·leccions d'ocells, la tasca principal de Sharpe va ser la classificació i catalogació de les col·leccions. També va tenir un paper important en l'adquisició de col·leccions privades persuadint col·leccionistes i viatgers rics perquè contribuïssin al museu. El 1872 el museu tenia 35.000 exemplars d'ocells; la col·lecció havia crescut fins a mig milió d'exemplars en el moment de la seva mort. Aquests incloïen els llegats d'Allan Octavian Hume, Osbert Salvin i Frederick DuCane Godman, l'industrial i ornitòleg aficionat Henry Seebohm, el coronel John Biddulph, C. B. Rickett, F. W. Styan, Alfred Russel Wallace, George Ernest Shelley, Philip Sclater i l'il·lustrador d'ocells John Gould.
Sharpe va fundar el British Ornithologists' Club el 1892 i va editar el seu butlletí. Va escriure tretze volums i mig dels 27 del Catàleg dels ocells del Museu Britànic (1874–1898). El bonic Birds of Paradise, publicat en dos grans volums (més de 21 polzades x 14 polzades) el 1891 i el 1898, van presentar al món aquests ocells de colors: Sharpe va escriure al prefaci, "un gran nombre d'espècies són presentades aquí per primera vegada".
Sharpe va ser nominat al Congrés Ornitològic Internacional de París el 1900 per presidir el Congrés de Londres el 1905.

## Personalitat
Sharpe va destacar com una persona genial i humorística. Richard Meinertzhagen i el seu germà van ser iniciats per ell a les col·leccions d'ocells. Li agradaven els nens, tenint ell mateix deu filles. Cap d'ells va rebre el nom de "Bowdler" en néixer, però tots el van adoptar més tard a la vida. La filla gran, Emily Mary Bowdler Sharpe, era biòloga i autora per dret propi i també va treballar al Museu Britànic. Les altres nou filles (Ada Lavinia, Eva Augusta, Lilian Bertha, Dora Louise, Lena Violet, Daisy Madeline, Sylvia Rosamund, Hilda Marion i Aimee Marjorie) van treballar com a coloristes en les seves obres.
Sharpe també era conegut per les seves bromes i acudits. Quan Eugene Oates treballava en la Fauna de l'Índia Britànica, va trobar les notes sobre una taula i va omplir una declaració perduda sobre el cant d'una cuereta blanca (ssp. lugens) que es va imprimir (La nota d'aquesta espècie és un "Pooh" prolongat). En una ocasió, Sharpe va pujar a la torre Eiffel amb els amics però es va posar histèric en arribar a dalt i Ernst Hartert i altres van haver de contenir-lo i evitar que saltés. Habitual del Savage and Whitefriars Club, ell i la seva dona van organitzar una festa al febrer de 1888 amb 120 convidats i entreteniment que incloïa esquetxos humorístics, cançons, recitals i música.

## Honors

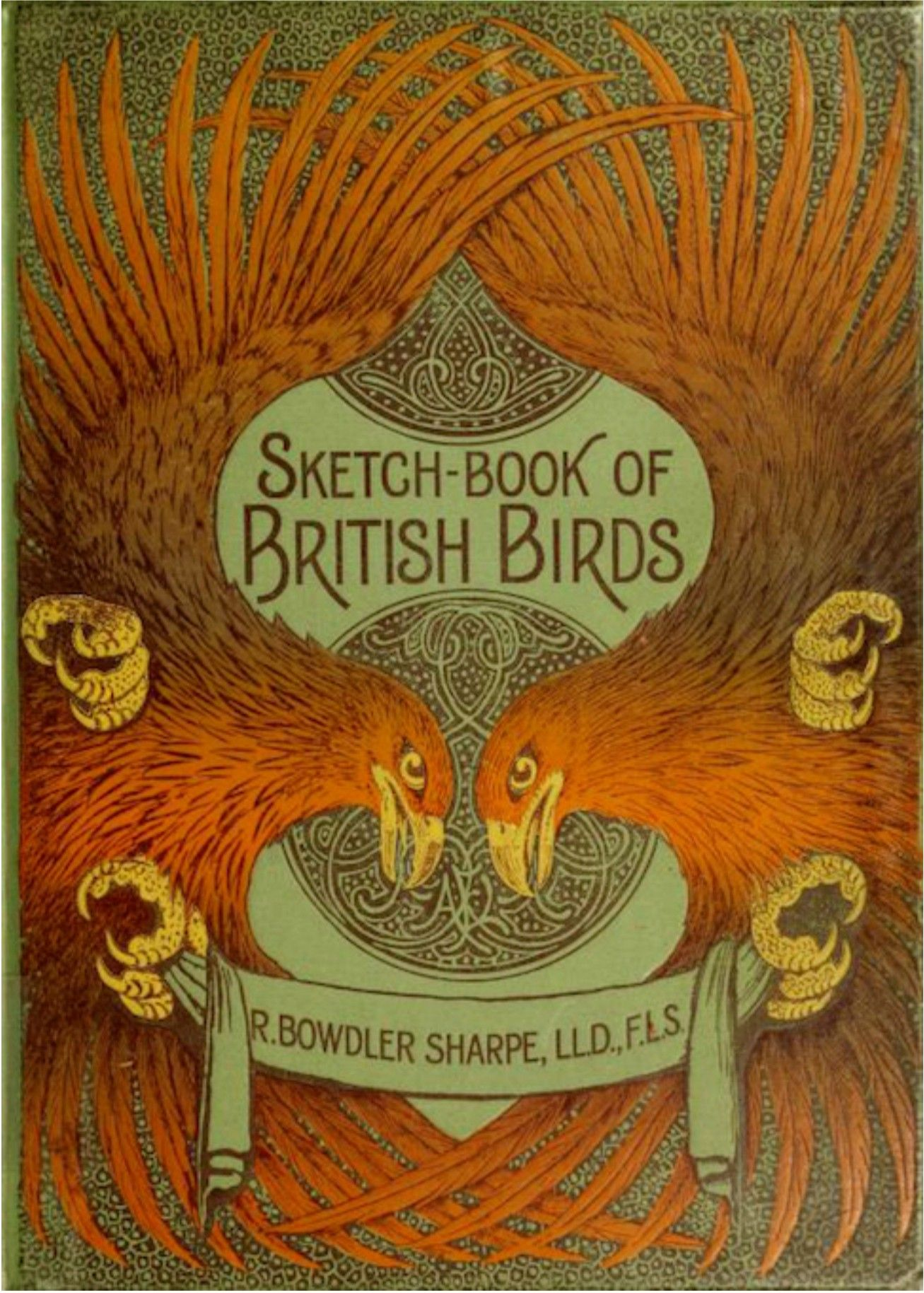
Portada del llibre d'en Sharpe Sketch-Book of British Birds (1898) dissenyat per A.F. (Alexander Francis) i C. Lydon

Sharpe va rebre el títol honorífic de Doctor en Lleis per la Universitat d'Aberdeen. Va ser membre de la Linnean Society i la Zoological Society of London. L'emperador d'Àustria li va concedir una medalla d'or el 1891. A partir del 2019, a la llista en línia d'ocells mundials mantinguda per Frank Gill i David Donsker en nom del Comitè Ornitològic Internacional, se li atribueix a Sharpe haver descrit i encunyat formalment els noms llatins de 233 espècies d'ocells i de 201 subespècies. També se li atribueix la introducció de 45 gèneres. Moltes espècies i subespècies d'ocells han rebut el seu nom, incloent-hi:
- Drongo de Sharpe (Dicrurus sharpei)
- Apalis de Sharpe (Apalis sharpii)
- Estornell de Sharpe (Poeoptera sharpii)
- Rossinyol de Sharpe (Sheppardia sharpei)
- Piula d'esperons de Sharpe (Macronyx sharpei)

Es va establir un gènere Sharpia però ara es considera que és sinònim de Ploceus.

## Publicacions[11]
- Sharpe, Richard Bowdler. A Monograph of the Alcedinidae, or Family of Kingfishers.  Londres: Autopublicat, 1868–1871.
- Sharpe, Richard Bowdler. Catalogue of African Birds in the Collection of R.B. Sharpe.  Londres: Autopublicat, 1871.
- Sharpe, Richard Bowdler. A Monograph of the Hirundinidae. (2 volums).  Londres: Imprès pels autors, 1885–1894. (Vol. 1, Vol. 2)
- Sharpe, Richard Bowdler. A Review of Recent Attempts to Classify Birds: an address delivered before the Second International Ornithological Congress on the 18th of May, 1891.  Budapest: Office of the Congress, 1891.
- Sharpe, Richard Bowdler. Monograph of the Paradiseidae, or Birds of Paradise, and Ptilonorhynchidae, or Bower-birds. (2 volums).  Londres: Henry Sotheran, 1891–1898. (Vol. 1, Vol. 2)
- Sharpe, Richard Bowdler. A Chapter on Birds: Rare British Visitors.  Londres: Society for Promoting Christian Knowledge, 1895.
- Sharpe, Richard Bowdler. A Hand-Book to the Birds of Great Britain. (4 volums).  Londres: Edward Lloyd, 1896–1897. (Vol. 1, Vol. 2, Vol. 3, Vol. 4)
- Sharpe, Richard Bowdler. Wonders of the Bird World.  Nova York: Frederick A. Stokes, 1898.
- Sharpe, Richard Bowdler. Sketch-Book of British Birds.  Londres: Society for Promoting Christian Knowledge, 1898.
- Sharpe, Richard Bowdler. A Hand-List of the Genera and Species of Birds (Nomenclator Avium Tum Fossilium Tum Viventium). (5 volums).  Londres: Patronats del Museu Britànic, 1899–1909. (Vol. 1, Vol. 2, Vol. 3, Vol. 4, Vol. 5)

### British Museum catalogues

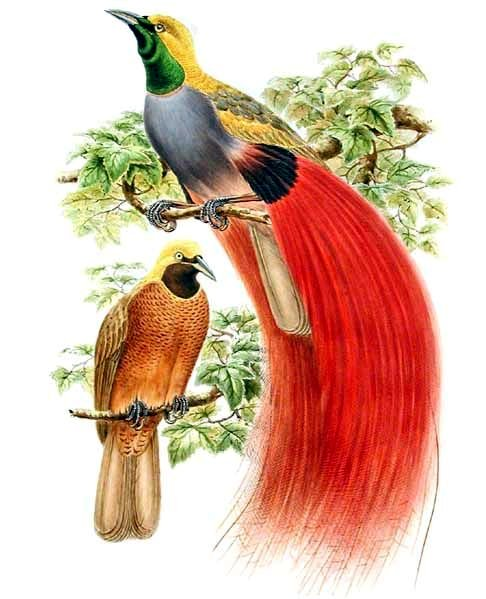
Books of birds by Bowdler Sharpe: Male birds-of-paradise like Paradisaea decora compete for mates with elaborate patterns and displays developed by sexual selection.

- Catalogue of the Accipitres, or diurnal birds of prey, in the collection of the British Museum. (1874).
- Catalogue of the Striges, or nocturnal birds of prey, in the collection of the British Museum. (1875).
- Catalogue of the Passeriformes, or perching birds, in the collection of the British Museum. Coliomorphae... (1877).
- Catalogue of the Passeriformes, or perching birds, in the collection of the British Museum. Cichlomorphae, pt.I... (1879).
- Catalogue of the Passeriformes, or perching birds, in the collection of the British Museum. Cichlomorphae, pt.III-[IV]... (1881–83).
- Catalogue of the Passeriformes, or perching birds, in the collection of the British Museum. Fringilliformes, pt.I... (1885).
- Catalogue of the Passeriformes, or perching birds, in the collection of the British Museum. Fringilliformes, pt.III... (1888).
- Catalogue of the Passeriformes, or perching birds, in the collection of the British Museum. Sturniformes... (1890).
- Catalogue of the Picariae in the collection of the British Museum. Coraciae... (1892).
- Catalogue of the Fulicariae... and Alectorides... in the collection of the British Museum. (1894).
- Catalogue of the Limicolae in the collection of the British Museum. (1896).
- Catalogue of the Plataleae, Herodiones, Steganopodes, Pygopodes, Alcae, and Impennes in the collection of the British Museum. (1898).

## Abreviatura (zoologia)
L'abreviatura Sharpe s'empra per indicar Richard Bowdler Sharpe com a autoritat en la descripció en taxonomia i zoologia.